# Saison 1 des Thunderman
Chronologie
Saison 2
Cet article présente les épisodes de la première saison de la série télévisée américaine Les Thunderman diffusée du 14 octobre 2013 au 14 juin 2014 sur Nickelodeon.
En France, la première saison est diffusée du 1er septembre 2014 au 26 septembre 2014 sur Nickelodeon France et du 25 décembre 2017 au 4 janvier 2018 sur Gulli

## Distribution
- Kira Kosarin (VF : Sophie Frisson) : Phoebe Thunderman
- Jack Griffo (VF : Alexis Flamant) : Max Thunderman
- Addison Riecke (VF : Aline Dubois) : Nora Thunderman
- Diego Velazquez (VF : Arthur Dubois) : Billy Thunderman
- Chris Tallman (VF : Martin Spinhayer) : Hank Thunderman
- Rosa Blasi (VF : Sophie Landresse) : Barbra « Barb » Thunderman
- Dana Snyder (VF : Benoît Van Dorslaer) : Dr Colosso
- Audrey Whitby : (VF : Claire Tefnin) Cherry
- Helen Hong (VF : Cécile Florin) : Mme Wong
- Jeff Meacham : Principal Bradford
- Harvey Guillén : Cousin Blobbin

## Épisodes

### Épisode 1:Super baby-sitting en folie
- États-Unis : 14 octobre 2013 sur Nickelodeon
- France : 1er septembre 2014 sur Nickelodeon France

- États-Unis : 2,39 millions de téléspectateurs[1] (première diffusion)

- Audrey Whitby : Cherry Seinfeld

### Épisode 2:Phoebe versus Max
- États-Unis : 2 novembre 2013 sur Nickelodeon
- France : 1er septembre 2014 sur Nickelodeon France

- États-Unis : 2,60 millions de téléspectateurs[2] (première diffusion)

- Audrey Whitby

### Épisode 3:Le dîner
- États-Unis : 9 novembre 2013 sur Nickelodeon
- France : 2 septembre 2014 sur Nickelodeon France

- États-Unis : 1,85 million de téléspectateurs[3] (première diffusion)

- Audrey Whitby
- Logan Shroyer : Cole Campbell
- Katherine McNamara : Tara
- Robert Curtis Brown : Gerald Campbell
- Margaret Easley : Fiona Campbell

### Épisode 4:La compétition
- États-Unis : 16 novembre 2013 sur Nickelodeon
- France : 3 septembre 2014 sur Nickelodeon France

- États-Unis : 1,89 million de téléspectateurs[4] (première diffusion)

- Kelly Perine : Math Bowl host
- Elijah Nelson : Evan
- Keely Marshall : Sarah

### Épisode 5:Un jour sans cours
- États-Unis : 23 novembre 2013 sur Nickelodeon
- France : 9 septembre 2014 sur Nickelodeon France

- États-Unis : 2,36 millions de téléspectateurs[5] (première diffusion)

- Mary Passeri : Mr. Williams

### Épisode 6:C’est un travail pour les Thunderman
- États-Unis : 30 novembre 2013 sur Nickelodeon
- France : 11 septembre 2014 sur Nickelodeon France

- États-Unis : 1,79 million de téléspectateurs[6] (première diffusion)

- Helen Hong : Mme Wong
- Storm Reid : Avery

### Épisode 7:L'invitée du weekend
- États-Unis : 7 décembre 2013 sur Nickelodeon
- France : 8 septembre 2014 sur Nickelodeon France

- États-Unis : 1,96 million de téléspectateurs[7] (première diffusion)

- John Hartmann : Mr. Finster

### Épisode 8:Président Thunderman
- États-Unis : 7 décembre 2013 sur Nickelodeon
- France : 17 septembre 2014 sur Nickelodeon France

- États-Unis : 1,72 million de téléspectateurs[8] (première diffusion)

- Audrey Whitby
- Jeff Meacham : Principal Bradford
- Jace Norman : Flunky

### Épisode 9:Les Savants Fous
- États-Unis : 4 janvier 2014 sur Nickelodeon
- France : 5 septembre 2014 sur Nickelodeon France

- États-Unis : 2,22 millions de téléspectateurs[9] (première diffusion)

- Renee Percy : Lisa

### Épisode 10:Le vandale du quartier
- États-Unis : 11 janvier 2014 sur Nickelodeon
- France : 16 septembre 2014 sur Nickelodeon France

- États-Unis : 2,60 millions de téléspectateurs[10] (première diffusion)

- Haley Tju : Darcy Wong
- Helen Hong

### Épisode 11:La comète d'Achille
- États-Unis : 8 février 2014 sur Nickelodeon
- France : 12 septembre 2014 sur Nickelodeon France

- États-Unis : 2.36 millions de téléspectateurs[11] (première diffusion)

- Logan Shroyer
- Keely Marshall
- Chantz Simpson : Jacob
- Cassidy Shaffer : Cortni

### Épisode 12:L'amour déplace des voitures
- États-Unis : 15 février 2014 sur Nickelodeon
- France : 15 septembre 2014 sur Nickelodeon France

- États-Unis : 1,79 million de téléspectateurs[12] (première diffusion)

- Harvey Guillén : Blobbin

### Épisode 13:Le pouvoir d'anticipation
- États-Unis : 9 mars 2014 sur Nickelodeon
- France : 18 septembre 2014 sur Nickelodeon France

- États-Unis : 2,37 millions de téléspectateurs[13] (première diffusion)

- Audrey Whitby

### Épisode 14:Phoebe et son clone
- États-Unis : 15 mars 2014 sur Nickelodeon
- France : 10 septembre 2014 sur Nickelodeon France

- États-Unis : 2,46 millions de téléspectateurs[13] (première diffusion)

Audrey Whitby

### Épisode 15:Un drôle d'anniversaire
- États-Unis : 22 mars 2014 sur Nickelodeon
- France : 19 septembre 2014 sur Nickelodeon France

- États-Unis : 1,67 million de téléspectateurs[14] (première diffusion)

- Audrey Whitby
- Helen Hong
- Elijah Nelson
- Kel Mitchell : Sensei Kenny

### Épisode 16:Une super soirée pyjama
- États-Unis : 26 avril 2014 sur Nickelodeon
- France : 23 septembre 2014 sur Nickelodeon France

- États-Unis : 1,77 million de téléspectateurs[15] (première diffusion)

- Audrey Whitby
- Keely Marshall
- Krista Marie Yu : Ashley
- Teala Dunn : Kelsey

### Épisode 17:L'audition
- États-Unis : 3 mai 2014 sur Nickelodeon
- France : 24 septembre 2014 sur Nickelodeon France

- États-Unis : 1,67 million de téléspectateurs[16] (première diffusion)

- Audrey Whitby
- Elijah Nelson
- Haley Tju
- Gilland Jones : Veronica

### Épisode 18:C'est grave, docteur Thunderman?
- États-Unis : 3 mai 2014 sur Nickelodeon
- France : 25 septembre 2014 sur Nickelodeon France

- États-Unis : 1,76 million de téléspectateurs[16] (première diffusion)

- Caitlin Muelder : Dean Bartholet
- Rodney J. Hobbs : Dr Miller

### Épisode 19:En avant pour les vacances
- États-Unis : 31 mai 2014 sur Nickelodeon
- France : 22 septembre 2014 sur Nickelodeon France

- États-Unis : 1,60 million de téléspectateurs[17] (première diffusion)

- Jeff Meacham

Le lycée de Max et Phoebe organise une compétition pour gagner des vacances gratuites. La famille Thunderman décide d’y participer. Malheureusement, ils n’arrivent pas à se mettre d’accord sur la destination : les filles veulent aller visiter des châteaux et les garçons veulent se prélasser sur une plage. Pour déterminer la destination finale, ils organisent un jeu à leur domicile : la Thunderboule. Les filles remportent la victoire mais les garçons les accusent d’avoir tricher : en effet, Phoebe a simulé une blessure pour déconcentrer son père. À cause des conflits générés, ils décident de participer au tournoi séparément : les filles contre les garçons. Mais leur esprit de compétition sème la zizanie au sein du foyer.
Il existe deux fins alternatives à cet épisode :
• Le noeud de Nora fait gagner la famille et ils partent visiter des châteaux.
• Hank lance Max jusqu’à la ligne d’arrivée et ils partent se prélasser sur une plage.

### Épisode 20:Pas de A pour papa
- États-Unis : 14 juin 2014 sur Nickelodeon
- France : 26 septembre 2014 sur Nickelodeon France

- États-Unis : 2,16 millions de téléspectateurs[18] (première diffusion)

- Audrey Whitby
- Jeff Meacham
- Andrew Friedman : Mr. Begbouday